# Chelatietherapie
Chelatietherapie is een sinds 1948 gebruikte behandelmethode waarbij met een speciale infuusvloeistof op basis van EDTA overtollig calcium en zware metalen uit het bloed verwijderd worden. In de reguliere geneeskunde wordt chelatietherapie toegepast bij behandeling van vergiftigingen met radioactieve elementen en zware metalen, zoals loodvergiftiging. Chelatietherapie wordt bijvoorbeeld ook ingezet voor bloedziekten zoals thalassemie, waar ijzerstapeling in het bloed kan optreden.

## Controversiële toepassingen
Chelatietherapie wordt ook toegepast in de alternatieve geneeskunde. Het zou volgens sommigen effect hebben bij allerlei aandoeningen die gerelateerd zijn aan arteriosclerose:
- angina pectoris
- etalagebenen (rokersbenen claudicatio intermittens)
- Vaatvernauwing in de hersenen: beroertes
- hoge bloeddruk
- hoog cholesterolgehalte
- diabetische nefropathie[5]
- vermoeidheid, afname van de vitaliteit
- reumatoïde artritis
- vermindering van oxidatieve stress[6]

De gebruikte infuusvloeistof bestaat uit 500ml 0,65% NaCl met daarin 0,5g tot 3g EDTA aangevuld met 50ml 10% vitamine C, magnesiumsulfaat, kaliumchloride en verschillende B-vitaminen. Een volledige behandeling in een privékliniek bestaat uit een serie medische onderzoeken en 20 tot 30 infuussessies.
Deze indicaties voor chelatietherapie zijn onvoldoende ondersteund door wetenschappelijke bewijzen en worden door de mainstream geneeskunde als controversieel beschouwd.
Uit een Cochrane-review in 2002 bleek dat bij vier van de vijf gehouden onderzoeken geen significant verschil in ernst of verbetering van de aandoening optrad. Een vijfde studie werd vroegtijdig stopgezet. De onderzoekers concludeerden dat er onvoldoende bewijs is om een oordeel te kunnen vellen over de effectiviteit of ineffectiviteit van chelatietherapie in de behandeling van hart- en vaatziekten en daaraan gerelateerde aandoeningen.
Ook een publicatie in het gezaghebbende blad JAMA besloot dat er geen bewijs was voor eventuele positieve effecten van chelatietherapie in de behandeling van hart- en vaatziekten.
De hart-longchirurg Peter van de Schaar is een van de bekendste pleitbezorgers van chelatietherapie in Nederland. De Vereniging tegen de Kwakzalverij ageert regelmatig tegen chelatietherapie en verkoos Van de Schaar tot nummer 8 in de lijst van de top 20 kwakzalvers van de 20ste eeuw.